# Atlante Italo (Monarquia Lusitana)
Atlante Italo, Atlante ou Atlas, é uma figura lendária que, vindo da Itália, retirou Hespero do reinado ibérico, fazendo parte da lista de reis lendários mencionados por vários autores portugueses e espanhóis, por exemplo, Florián de Ocampo ou Bernardo de Brito.
O seu nome está associado à mitologia grega como Atlante ou Atlas.

## Monarchia Lusytana (de Bernardo Brito)
Bernardo de Brito refere na Monarchia Lusytana que Atlante é irmão de Hespero, sucedendo ambos a Hércules. Atlante teria sucedido a Hércules na Itália, mas aproveitando um descontentamento da população assume o poder ibérico, derrotando Hespero e sucedendo-lhe após dez anos do sua governação. 
O seu nome original seria Kitim, conforme é abordado na Monarchia Lusytana no Capítulo 13:

Do tempo em que na Espanha reinaram Hespero e Atlante Italo, das guerras que entre si tiveram, e da fundação de Roma por gente Lusitana.

Bernardo de Brito dá como seu filho Sic Oro, que lhe irá suceder, e como sua filha Roma, que estaria na origem do nome da cidade romana, afirmando que a cidade não tomou o nome de Rómulo, mas sim o contrário, o nome Rómulo é derivado de Roma. Governará também durante dez anos, até que regressa de novo a Itália, deixando o poder ibérico ao filho Sic Oro.